# Jarlin García
Jarlin Emmanuel García (né le 18 janvier 1993 à Saint-Domingue, République dominicaine) est un lanceur gaucher des Giants de San Francisco de la Ligue majeure de baseball.

## Carrière
Jarlin García joue surtout au football (soccer) durant son enfance, et n'essaie pas le baseball avant l'âge de 15 ans. Il signe son premier contrat professionnel avec les Marlins de Miami, perçoit une prime à la signature de 40 000 dollars US, et débute en ligues mineures en 2011.
Il fait ses débuts dans le baseball majeur avec Miami le 14 avril 2017.